# 高岡町内山
高岡町内山（たかおかちょううちやま）は、宮崎県宮崎市の地名。高岡地域自治区に属している。郵便番号は880-2221（一部は880-2321）

## 地理
宮崎市の中西部、旧高岡町の中心部・南西部に位置する。大淀川の南北に地域が分かれており、北部地域はおおむね東部と南部に分かれる。居住地は北部地域に集中し、高岡町の中心部を形成する。一方、南部は「去川（さるかわ）地区」と呼ばれ、大淀川中流域の急峻な峡谷地帯となっており、宮崎市の最西端に当たる。
北部地域は高岡町飯田、高岡町五町（北部）、高岡町浦之名と接し、国富町（向高）、綾町（入野）と境界を形成する。
南部地域は高岡町浦之名、高岡町五町（南部）と接し、都城市（高城町四家、山之口町山之口）と境界を形成する。

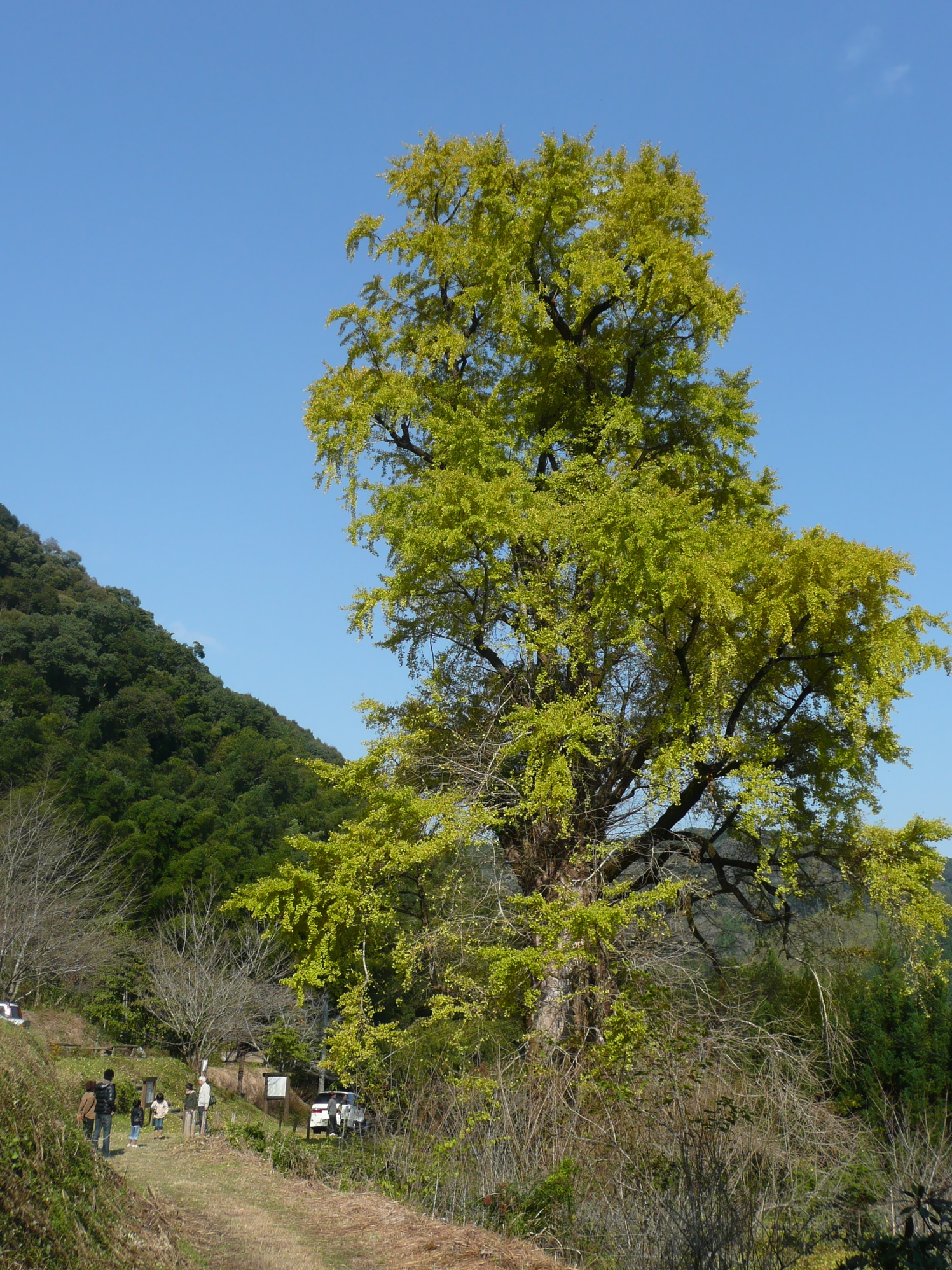
去川のイチョウ

## 地名の由来
高岡郷が置かれる前、この周辺は久津良名（くつらみょう）と呼ばれていた。久津良は、「崩れる」に由来し、天ヶ城南東の火山灰を多く含む斜面に由来する。その周囲を山がかこっていたために、内山と呼ばれるようになった、とされる。

## 歴史
- 昭和30年（1955年）4月1日 - 旧高岡町・穆佐村が合併し、改めて高岡町が発足
- 平成18年（2006年）1月1日 - 高岡町が宮崎市に編入。

## 世帯数と人口
2023年（令和5年）4月1日現在の世帯数と人口は以下の通りである。人口統計上では大淀川の北部として取り扱われている
| 町丁       | 世帯数  | 人口   |
| ---------- | ------- | ------ |
| 高岡町内山 | 709世帯 | 1468人 |

## 小・中学校の学区
市立小・中学校に通う場合、学区は以下の通りとなる。旧去川小学校区域
| 町名       | 小学校             | 中学校             |
| ---------- | ------------------ | ------------------ |
| 高岡町内山 | 宮崎市立高岡小学校 | 宮崎市立高岡中学校 |

## 交通

### バス
宮交グループの運営するバスが営業している。

### 道路
北部地区
- 国道10号
- 宮崎県道24号高鍋高岡線
- 宮崎県道358号高岡綾線

南部地区
- 国道10号

## 施設
- 宮崎市高岡総合支所
- 宮崎市立高岡小学校
- 宮崎市立高岡中学校
- 天ヶ城
- 国土交通省宮崎河川国道事務所高岡維持事務所
- 去川のイチョウ